# Tomiko Takai
Pour les articles homonymes, voir Takai (homonymie).
Tomiko Takai (高井 富子, Takai Tomiko, née en 1931 et morte le 28 mai 2011) est une danseuse et chorégraphe japonaise.

## Biographie
Tomiko Takai a participé directement, dans les années 1960, à l'éclosion du butō, auprès de Tatsumi Hijikata et Kazuo Ōno. Elle continue toujours, à près de quatre-vingts ans, de parcourir le monde avec ses spectacles en solo, ou s'associant à des danseurs et musiciens contemporains occidentaux.
Elle définit elle-même son art ainsi : « Comment puis-je danser ? Je ne peux nullement choisir comment. Le choix ne vient jamais. Tout ce qui est visible dans la lumière que j’ai laissé, ce sont les plantes exténuées de mes pieds. Une fumée creuse voyage à travers ces plantes de pieds. Et j’espère qu’une forme profondément gravée s’élèvera de là. »

## Filmographie
- 1991 : Just visiting this planet (documentaire de Peter Sempel